# РД-33

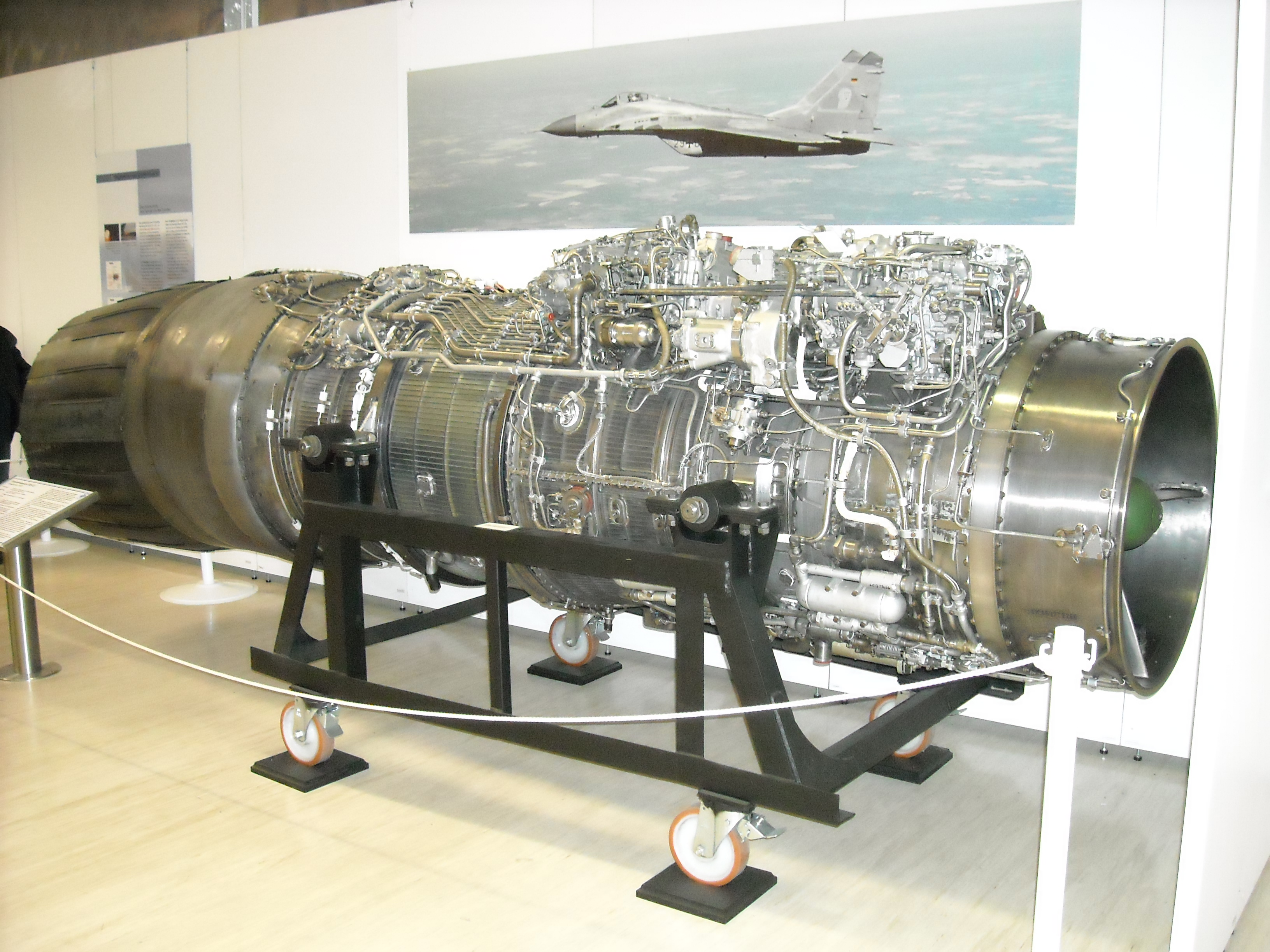
РД-33 на виставці в музеї Люфтваффе

РД-33 Клімова — турбовентиляторний реактивний двигун для легкого винищувача, який є основним двигуном для МіГ-29 Мікояна та CAC/PAC JF-17 Thunder. Розроблявся в ОКБ-117 під керівництвом С. П. Ізотова (нині ВАТ «Климов») з 1968 року, виробництво розпочато в 1981 році. Попередні покоління російських надзвукових винищувачів, таких як МіГ-21 і МіГ-23, використовували турбореактивні двигуни, але західні винищувачі, такі як F-111 і F-4K, в 1960-х роках почали використовувати турбовентилятори з форсажним двигуном, які були більш ефективними.
РД-33 був першим турбовентиляторним двигуном з форсажним режимом роботи, виробленим російською компанією «Климов» у класі тяги від 8000 до 9000 кілограмів сили (від 78 до 88 кН; від 18 000 до 20 000 фунтів на квадратний дюйм). Він має модульну двовальну конструкцію з окремими частинами, які можуть бути замінені окремо. 

## Модифікації

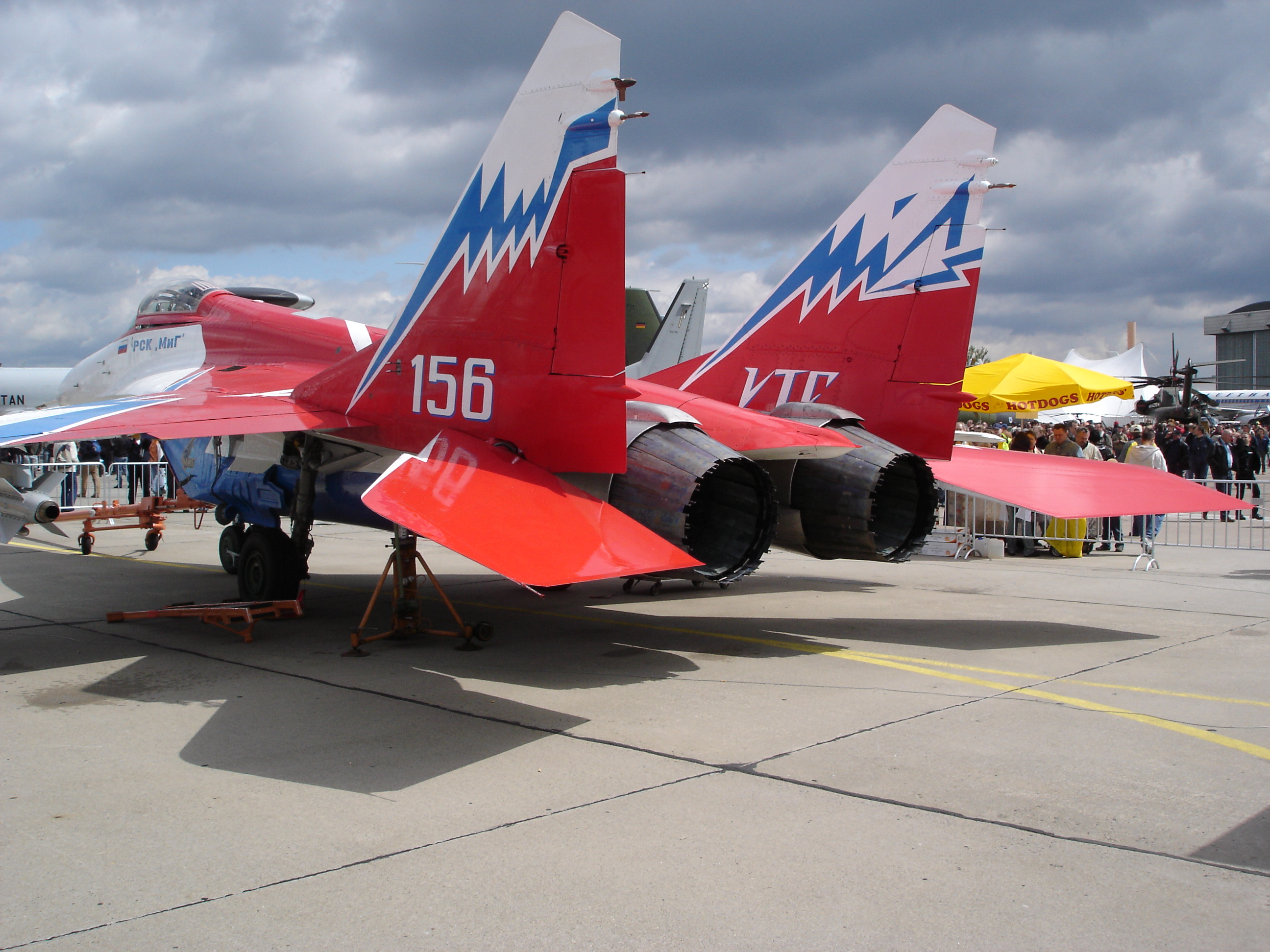
Двигун із відхилюваним вектором тяги на МіГ-29ОВТ

На початку 1970-х років РД-33 був обраний для нового легкого винищувача, що згодом став МіГ-29, іншим варіантом був Туманський Р-67-300 . Роки розробок створили велике сімейство двигунів. З'явилася нова конструкція сопла векторизації тяги. Нові моделі сімейства РД-33 включають в себе цифрові системи моніторингу та управління БАРК. Ремонт і технічне обслуговування двигунів РД-33 використовує переваги інформаційно-діагностичної системи (ІДС). 
- РД-33И (І-88)
- РД-33К
- РД-33 серії 2
- РД-33 серії 3
- РД-33 серії 3М
- РД-33Б/НБ
- РД-33Н (СМР-95)
- РД-93
- РД-33МК

1. ↑  МиГ МиГ-29 (9-12). www.airwar.ru. Процитовано 27 вересня 2022.